# Ludwig von Wedemeyer

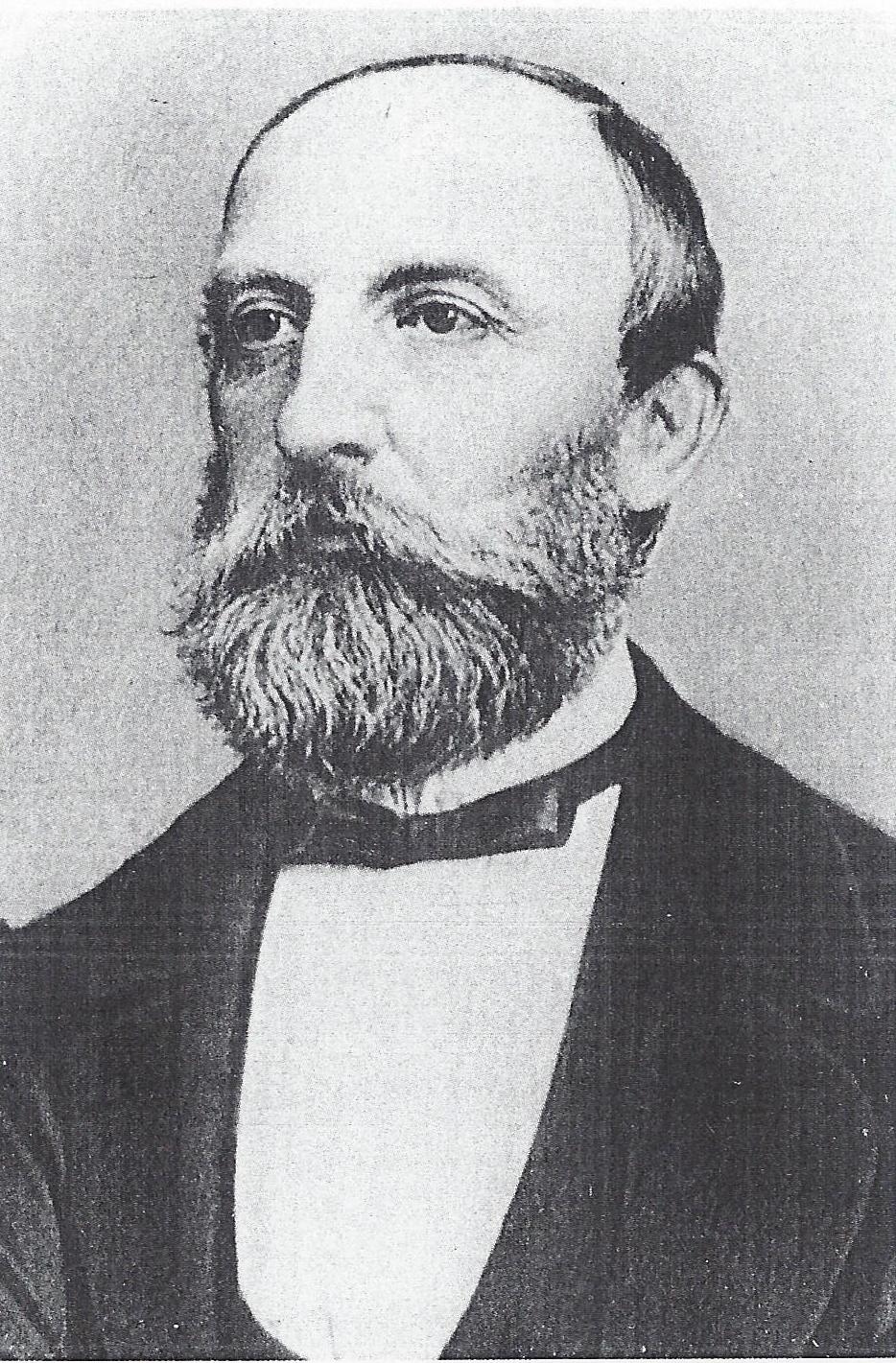
Ludwig von Wedemeyer

Ludwig von Wedemeyer (* 12. September 1819 in Langhagen, Mecklenburg; † 22. November 1875 in Schönrade, Neumark) war ein deutscher Jurist, Rittergutsbesitzer und Politiker.

## Leben
Wilhelm Ludwig von Wedemeyer war ein Sohn von Georg Ludwig Wedemeyer und seiner Frau Elisabeth Catharina Schuster (1789–1848). Er besuchte das Katharineum zu Lübeck. Nach dem Abitur studierte er an der Friedrich-Wilhelms-Universität Berlin und der Georg-August-Universität Göttingen Rechtswissenschaft. In Göttingen wurde er 1843 im Corps Lunaburgia aktiv. 1844 wurde er in Göttingen zum Dr. iur. promoviert. Nach einer landwirtschaftlichen Ausbildung widmete er sich ab 1847 der Bewirtschaftung seiner Güter. Er war Erbherr der Güter Schönrade und Fichtwerder im Kreis Friedeberg Nm., des Guts Anrode bei  Mühlhausen/Thüringen sowie des Unteren Guts Eldagsen bei Springe. 1864 erwarb er zusätzlich das Gut Woynitz im Kreis Schmiegel und 1874 das Gut Hohen Wartenberg im Kreis Königsberg Nm. Er war Rechtsritter des Johanniterordens und namhafter Züchter des Mecklenburger Warmbluts. Von 1866 bis 1867 war er Mitglied des Preußischen Abgeordnetenhauses. Von 1867 bis 1870 war er außerdem Abgeordneter des Wahlkreises Frankfurt 1 (Arnswalde, Friedeberg) im Reichstag des Norddeutschen Bundes. In dieser Eigenschaft war er gleichzeitig auch Mitglied des Zollparlaments. Er gehörte der Konservativen Partei an. In eine Intrige gegen Otto von Bismarck verwickelt, nahm er sich das Leben.
Er war seit 1849 mit Klara von Langenn-Steinkeller-Birkholz (1828–1873) verheiratet. Ihre Kinder, Max, Nachfolger als Fideikommissherr auf Schönrade, Georg (1855–1910)  und Justus (1860–1934) wurden am 5. September 1901 im Neuen Palais zu Potsdam der preußische Adelsstand in Form einer Anerkennung zugesprochen.